# Пономаренко Юрій Анатолійович
Пономаренко Юрій Анатолійович — український правознавець, доктор юридичних наук, доцент, декан заочного факультету (2014-2021 р.), завідувач кафедри кримінального права (з 2021 р.) Національного юридичного університету імені Ярослава Мудрого. Член робочої групи з питань розвитку кримінального права Комісії з питань правової реформи при Президентові України (з 2019 р.), член Науково-консультативної ради при Голові Верховної Ради України (з 2021 р.), член Науково-консультативної ради при Верховному Суді.

## Біографія
Народився 7 липня 1975 року у селищі Краснокутськ, Харківської області.
Вищу освіту за спеціальністю "Правознавство" здобув на прокурорсько-слідчому факультеті Національної юридичної академії України імені Ярослава Мудрого, яку закінчив у 1998 році. У 1998-2001 роках навчався в аспірантурі кафедри кримінального права під науковим керівництвом професора Ю. В. Бауліна. 4 квітня 2002 захистив дисертацію з теми "Зворотна дія кримінального закону в часі" на здобуття наукового ступеня кандидата юридичних наук за спеціальністю 12.00.08 - кримінальне право та кримінологія; кримінально-виконавче право. 12 травня 2021 року захистив дисертацію з теми "Загальна теорія визначення караності кримінальних правопорушень" на здобуття наукового ступеня доктора юридичних наук за тією ж спеціальністю.
У 2001-2003 роках - асистент, у 2003-2021 роках - доцент, з 2021 року - завідувач кафедри кримінального права Національного юридичного університету імені Ярослава Мудрого.
З 2009 до 2014 року обіймав посаду заступника декана, а з 2014 по 2021 роки - декана заочного факультету Університету. 
У квітні 2018 року взяв участь як експерт на міжнародній науково-практичній конференції «Становлення та перспективи розвитку державної системи захисту критичної інфраструктури в Україні. Кримінологічна оцінка ризиків і загроз», на дискусійній платформі «Прецедент, як джерело кримінально-правової та кримінально-процесуальної політики».
7 серпня 2019 року увійшов до складу Комісії з питань правової реформи.
30 грудня 2021 року увійшов до складу Науково-консультативної ради при Голові Верховної Ради України.
З 22 листопада 2022 року відповідальний секретар у громадській організації «Всеукраїнська асоціація кримінального права».
3 березня 2023 року увійшов до складу Науково-консультативної ради при Верховному Суді.

## Науковий доробок
Пономаренко Юрій Анатолійович автор понад 220 наукових статей та інших наукових робіт у сфері кримінального права.

## Монографії
- Пономаренко Ю. А. Чинність і дія кримінального закону в часі: моногр. – К.: Атіка, 2005. – 288 с.
- Пономаренко Ю. А. Виды наказаний по уголовному праву Украины: моногр. – Харьков: ФИНН, 2009. – 344 с.
- Пономаренко Ю. А. Штраф як вид покарання у кримінальному праві України (за результатами реформи 2011 р.): наук. нарис. – Х.: Право, 2012. – 80 с.
- Проблеми правової відповідальності: моногр. / Ю. П. Битяк, Ю. Г. Барабаш, Л. М. Баранова та ін.; за ред. В. Я. Тація, А. П. Гетьмана, В. І. Борисової. – Х.: Право, 2014. – 348 с. (у співавторстві).
- Сучасна кримінально-правова система в Україні: реалії та перспективи: моногр. / Ю. В. Баулін, М. В. Буроменський, В. В. Голіна та ін. Під заг. ред. Ю. В. Бауліна. – К.: ВАІТЕ, 2015. – 688 с. (у співавторстві)
- Політика у сфері боротьби зі злочинністю України: теоретичні та прикладні проблеми: моногр. / за заг. ред. П. Л. Фріса та В. Б. Харченка. – Івано-Франківськ – Харків: Б. в., 2016. – 419 с. (у співавторстві)
- Пономаренко Ю. А. Загальна теорія визначення караності кримінальних правопорушень: моногр. – Харків: Право, 2020. – 720 с.

## Статті та наукові роботи
- Пономаренко Ю. А. Щодо тлумачення частини 1 статті 58 Конституції України // Вісник Академії правових наук України. – 1999. – № 4 (19). – С. 209-220.
- Пономаренко Ю. А. До обґрунтування зворотної дії більш м’якого кримінального закону // Вісник Харківського університету № 456. Серія: “Актуальні проблеми сучасної науки в дослідженнях молодих вчених м. Харкова”. Частина 1. – Харків, 2000. – С. 259-262.
- Пономаренко Ю. А. Проблеми реформування кримінального законодавства України у зв’язку зі скасуванням смертної кари // Юридичний вісник України. Інформаційно-правовий банк. – № 17 (253). – 27 квітня – 3 травня 2000 року. – С. 30-34.
- Пономаренко Ю. А. До питання про можливість зворотної дії кримінального закону в часі при збільшенні мінімального розміру заробітної плати // Предпринимательство, хозяйство и право. – 2000. – № 9. – С. 41-44.
- Пономаренко Ю. А. Про недопустимість надання зворотної дії кримінальному закону спеціальною вказівкою законодавця // Проблеми законності: Респ. міжвідом. наук. зб. / Відп. ред. В.Я. Тацій. – Харків: Нац. юрид. акад. України, 2000., Вип. 44. – С. 146-151.
- Пономаренко Ю. А. Визначення, захист і обмеження прав людини у кримінальному законі України // Вісник Харківського університету. № 506. Серія: Актуальні проблеми сучасної науки в дослідженнях молодих вчених м. Харкова. Частина 1. – Харків: Харківський нац. ун-т, 2001. – С. 23-25.
- Пономаренко Ю. А. Кримінальний закон: єдність форми та змісту // Проблеми законності: Респ. міжвідом. наук. зб. / Відп. ред. В. Я. Тацій. – Харків: Нац. юрид. акад. України, 2001., Вип. 46. – С. 163-168.
- Пономаренко Ю. А. Актуальні питання дії кримінального закону в часі у зв’язку зі скасуванням смертної кари // Правова держава. – 2001. – № 3. – С. 133-137.
- Пономаренко Ю. А. Оприлюднення закону як передумова набуття ним чинності // Збірник наукових праць Харківського державного педагогічного університету ім. Г. С. Сковороди. Серія “Право”. Вип. 1. – Харків: ХНАДУ, 2001. – С. 132-137.
- Пономаренко Ю. А. Проблема зворотної дії в часі “проміжного” кримінального закону // Держава і право: Збірник наукових праць. Юридичні і політичні науки. Випуск 10. – К.: Ін-т держави і права ім. В. М. Корецького НАН України, 2001. – С. 423-427.
- Пономаренко Ю. А. Визначення більш м’якого кримінального закону при різносторонніх змінах меж передбаченого в санкції покарання // Держава та регіони. Серія: Право. – 2003. – № 2. – С. 77-80.
- Пономаренко Ю. А. Вплив Європейської конвенції про міжнародну дійсність кримінальних вироків на національний кримінальний закон України // Підприємництво, господарство і право. – 2003. – № 7. – С. 89-92.
- Борисов В. І., Пономаренко Ю. А. Законодавство про кримінальну відповідальність та його чинність у часі // Законодавство України: Науково-практичні коментарі. – 2003. – № 8. – С. 23-32.
- Пономаренко Ю. А. Уголовно-правовая борьба с легализацией доходов от наркобизнеса: украинские перспективы в контексте иностранного и международного опыта // Збірник наукових праць Харківського Центру по вивченню організованої злочинності спільно з Американським Університетом у Вашингтоні. Випуск шостий. – Харків: Харківський Центр по вивченню організованої злочинності спільно з Американським Університетом у Вашингтоні, 2003. – С. 190-208.
- Пономаренко Ю. А. Застосування кримінального закону за аналогією як засіб подолання прогалин у ньому // Кримінальне право України. –2006. – № 2. – С. 9-16.
- Пономаренко Ю. А. Законодавча диференціація правових наслідків учинення неповнолітніми суспільно небезпечних діянь, передбачених КК України // Делінквентна поведінка дітей та молоді: Сучасні технології протидії: Матеріали міжнар. наук.-практ. конф. 31 березня – 1 квітня 2006 р. – Одеса: Одеський юрид. ін-т Харківського нац. ун-ту внутр. справ МВС України, 2006. – С. 141-146.
- Пономаренко Ю. А. Кримінальна відповідальність і покарання як обмеження прав людини // Боротьба зі злочинністю та права людини: Зб. наук. Статей / За ред. М. П. Орзіха, В. М. Дьоміна. – Б-ка журн. «Юридичний вісник». – О.: Фенікс, 2006. – С. 212-216.
- Пономаренко Ю. А. Законодавче визначення окремих правил пеналізації злочинів та їх значення // Піднесення до права: Реформування кримінального та кримінально-виконавчого законодавства – головний чинник корегування політики України у сфері виконання кримінальних покарань: Зб. доповідей та тез наук.-практ. конф., 21-22 груд. 2006 р. – Запоріжжя: ГУ «ЗІДМУ», 2006. – С. 108-115.
- Пономаренко Ю. А. Перелік покарань чи система покарань? // Збірник наукових праць Харківського національного педагогічного університету ім. Г. С. Сковороди. Серія “Право”. – 2007. – Вип. 9. – С. 113-118.
- Пономаренко Ю. А. Про прогалини у кримінальному законі та шляхи їх подолання // Кримінальний кодекс України 2001 р.: проблеми застосування і перспективи удосконалення. Прогалини у кримінальному законодавстві. Міжнародний симпозіум, 12-13 вересня 2008 р.: Тези і реферати доповідей, тексти повідомлень. – Львів: Львівський держ. ун-т внутр. справ, 2008. – С. 141-148.
- Пономаренко Ю. А. Поняття кримінальної відповідальності // Проблеми законності: Академіч. зб. наук. праць. Вип. 102 / Відп. ред. В.Я. Тацій. – Харків: Нац. юрид. акад. України, 2009. – С. 138-148.
- Пономаренко Ю. А. Поняття пеналізації злочинів // Питання боротьби зі злочинністю: Збірник наукових праць. Вип. 17 / Ред. кол.: В. І. Борисов (голов. ред.)та ін. – Харків: Кроссроуд, 2009. – С. 65-77.
- Пономаренко Ю. А. Основні правила пеналізації окремих злочинів за чинним КК України // Вісник Національної академії прокуратури України. – 2009. – № 3 (15). – С. 47-52.
- Борисов В. І., Дзюба Ю. П., Пономаренко Ю. А. Щодо подальшого вдосконалення захисту прав та законних інтересів потерпілого від злочину засобами кримінального права // Питання боротьби зі злочинністю: зб. наук. пр. / Редкол.: В. І. Борисов та ін. – Х.: Право, 2010. – Вип. 19. – С. 3-15.
- Пономаренко Ю. А. Дія кримінального закону в механізмі кримінально-правового регулювання // Актуальні проблеми держави і права: Збірник наукових праць. Вип. 54 / Редкол.: С. В. Ківалов (голов. ред.) та ін.; Відп. за вип. В. О. Туляков. – Одеса: Юридична література, 2010. – С. 88-93.
- Пономаренко Ю. А. Питання караності злочинів у рішеннях Конституційного Суду України // Теоретичні та прикладні проблеми кримінального права України: Матеріали міжнар. наук.-практ. конф., м. Луганськ, 20-21 травня 2011 р. / Редкол.: Г. Є. Болдарь та ін. – Луганськ: РВВ ЛДУВС ім. Е. О. Дідоренка, 2011. – С. 396-401.
- Пономаренко Ю. А. Розуміння кримінально-правової політики в роботах криміналістів ХІХ – початку ХХ століть // Проблеми законності: акад. зб. наук. пр. / відп. ред. В. Я. Тацій. – Х.: Нац. ун-т «ЮАУ», 2011. – Вип. 114. – С. 154-162.
- Пономаренко Ю. А. Обґрунтування права покарання в історії філософської та юридичної думки // Збірник наукових праць Харківського національного педагогічного університету імені Г. С. Сковороди. «Право». Вип. 16. / Ред. кол.: О. І. Процевський (голов. ред.) та ін. – Х.: ХНПУ ім. Г. С. Сковороди, 2011. – С. 113-119.
- Пономаренко Ю. А. Походження права покарання // Проблеми законності: акад. зб. наук. пр. / відп. ред. В. Я. Тацій. – Х.: Нац. ун-т «ЮАУ», 2011. – Вип. 115. – С. 113-121.
- Пономаренко Ю. А. Заходи безпеки за кримінальним правом України // Вісник прокуратури. – 2011. – № 9. – С. 63-67.
- Пономаренко Ю. А. Покарання як захід кримінальної відповідальності // Вісник Одеського національного університету. Том 16. Випуск 9: Правознавство / Ред. кол. журналу: І. М. Коваль (голов. ред.) та ін., ред. кол. серії: А. С. Васильєв (наук. ред.) та ін. – Одеса: Одеський нац. ун-т ім. І. І. Мечникова, 2011. – С. 207-213.
- Тютюгин В. И., Пономаренко Ю. А., Харитонова А. В. Харьковская школа уголовного права // Право Украины. – 2011. – № 9-10. – С. 265-273.
- Пономаренко Ю. А. Розуміння кримінально-правової політики у працях криміналістів радянського і пострадянського часів // Проблеми законності: акад. зб. наук. пр. / відп. ред. В. Я. Тацій. – Х.: Нац. ун-т «ЮАУ», 2012. – Вип. 118. – С. 134-141.
- Пономаренко Ю. А. Поняття і зміст штрафу як виду покарання // Науковий вісник Ужгородського національного університету. Серія «Право». – 2012. – Вип. 20, част. 1, том 4. – С. 70-72.
- Гуторова Н. О., Пономаренко Ю. А. Пеналізація злочинів як напрямок кримінально-правової політики // Вісник Асоціації кримінального права України. – 2013. – № 1. – С. 32-49.
- Пономаренко Ю. А. Форми реалізації кримінальної відповідальності за кримінальним законодавством України // Збірник наукових праць Харківського національного педагогічного університету імені Г. С. Сковороди. «Право». Вип. 20. / Ред. кол.: О. І. Процевський (голов. ред.) та ін. – Х.: ХНПУ ім. Г. С. Сковороди, 2013. – С. 65-72.
- Пономаренко Ю. А. Содержание в дисциплинарном батальоне военнослужащих – специальный вид лишения свободы // Legea şi viaţa. – 2014. – № 1/2. – С. 183-186.
- Пономаренко Ю. А. Правила застосування заходів кримінально-правового характеру щодо юридичних осіб // Збірник наукових праць Харківського національного педагогічного університету імені Г. С. Сковороди. «Право». Вип. 22. / Ред. кол.: О. І. Процевський (голов. ред.) та ін. – Х.: ХНПУ ім. Г. С. Сковороди, 2013. – С. 155-160.
- Пономаренко Ю. А. Некоторые вопросы лишения звания как вида наказания по уголовному праву Украины // Legea şi viaţa. – 2015. – № 4/3. – С. 77-80.
- Пономаренко Ю. А. Щодо співвідношення пеналізації та депеналізації злочинів // Науковий вісник Херсонського державного університету. Серія: Юридичні науки. – 2015. – Вип. 1. – Том 4. – С. 47-51.
- Тацій В. Я., Тютюгін В. І., Пономаренко Ю. А. Проблеми стабільності й динамізму кримінального законодавства України на сучасному етапі // Вісник Національної академії правових наук України. – 2015. – № 4 (83). – С. 54-66.
- Тацій В. Я. , Тютюгін В. І. , Пономаренко Ю. А. Виклики сучасності і кримінальне право // Голос України. – 2016. – № 16 (6270), 29 січня. – С. 6-7.
- Баулін Ю. В., Пономаренко Ю. А. Системність у кримінальному праві та кримінальному законодавстві // Право України. – 2017. – № 5. – С. 88-95.
- Пономаренко Ю. А. Штраф в уголовном праве Республики Беларусь и Украины: общее и особенности, современность и перспективы // Вестник Барановичского государственного университета. Серия: Исторические науки и археология. Экономические науки. Юридические науки. – 2017. – Вып. 5. – С. 175-178.
- Пономаренко Ю. А. Про зворотну дію в часі «закону Савченко» // Вісник Асоціації кримінального права України. – 2018. – № 1 (10) – С. 32-42.
- Пономаренко Ю. А. Кримінально-правові наслідки запровадження в Україні воєнного стану // Проблеми законності: зб. наук. пр. / М-во освіти і науки України, Нац. юрид. ун-т ім. Ярослава Мудрого. – Харків: Нац. юрид. ун-т ім. Ярослава Мудрого, 2019 = Problems of legality = Проблемы законности. – Вип. 145. – С. 179-192. – Бібліогр.: с. 190-192.
- Тютюгін В. І., Пономаренко Ю. А., Суходубова І. В. Вчення про стабільність та динамізм кримінального законодавства у працях професора В. Я. Тація // Проблеми законності: спеціальний випуск / за заг. ред. проф. А. П. Гетьмана. – Харків: Нац. юрид. ун-т ім. Ярослава Мудрого, 2020. – С. 92-104.
- Бажанов Марко Ігорович: біографічний і бібліографічний довідник (до 95-річчя від дня народження) / Ю. В. Баулін, Ю. А. Пономаренко, О. В. Харитонова, О. М. Рибалова. – Х.: Право, 2017. – 58 с. (у співавторстві)

## Нагороди
- Переможець І обласного конкурсу «Найкращий молодий науковець Харківщини» (2006)[джерело?]
- Стипендіат Кабінету Міністрів України для молодих учених (2010-2011)[джерело?]
- Нагрудний знак Міністерства освіти і науки України «Відмінник освіти України» (2015)[джерело?]